# 伊勢進富座
伊勢進富座（いせしんとみざ）は、三重県伊勢市にある映画館。1927年（昭和2年）に宇治山田市（現・伊勢市）に芝居小屋として開業し、5年間の貸館期間を経て2002年（平成14年）からは単館系ミニシアターとして運営する。
2025年（令和7年）現在、伊勢市内に存在する唯一の映画館であり、三重県内に昭和時代から残存する唯一の映画館でもある。2013年（平成25年）8月末にデジタルシネマの上映設備を導入した。

## 沿革
- 1927年（昭和2年） - 芝居小屋として開館[1]
- 1950年（昭和25年）4月17日 - 改築落成[1]
- 1953年（昭和28年）3月 - 映画館に業態変更、進富映画劇場と改称[1][5]
- 1956年（昭和31年） - 伊勢東映と改称[1]
- 1980年（昭和55年）12月20日 - 新館落成・開館[1]
- 1982年（昭和57年）4月23日 - 伊勢東映横に伊勢ロマン劇場を開館[1]
- 1983年（昭和58年）3月 - レックと改称[1]
- 1997年（平成9年）11月24日 - 両館とも閉館、貸し出されて伊勢エクラン1・2（経営・有限会社世界館）に改称
- 2002年（平成14年）7月6日 - 本館のみを進富座として再開館[1]
- 2006年（平成18年）4月1日 - 別館を進富座別館として再開館[1]

## データ
- 所在地 : 三重県伊勢市曽祢2丁目8番27号（開館当時の同県宇治山田市曽祢町471番地[5]）
北緯34度29分46.12秒 東経136度41分58.31秒 / 北緯34.4961444度 東経136.6995306度
- 歴代代表・支配人 : 
  1. 寺田庄太郎
  2. 水野武雄
  3. 水野昭二
  4. 水野昌光（2013年[1]）
- 休館日 : 月曜日（2018年9月1日-）[6]
- 割引 : サービスデー、レディースデー、メンズデー、レイトショー、映画の日（2018年[7][8]）
- 観客定員数 : 
  - 本館 : 120名（2018年[7][8]）
  - 別館 : 48名（2018年[7][8]）

## 特徴

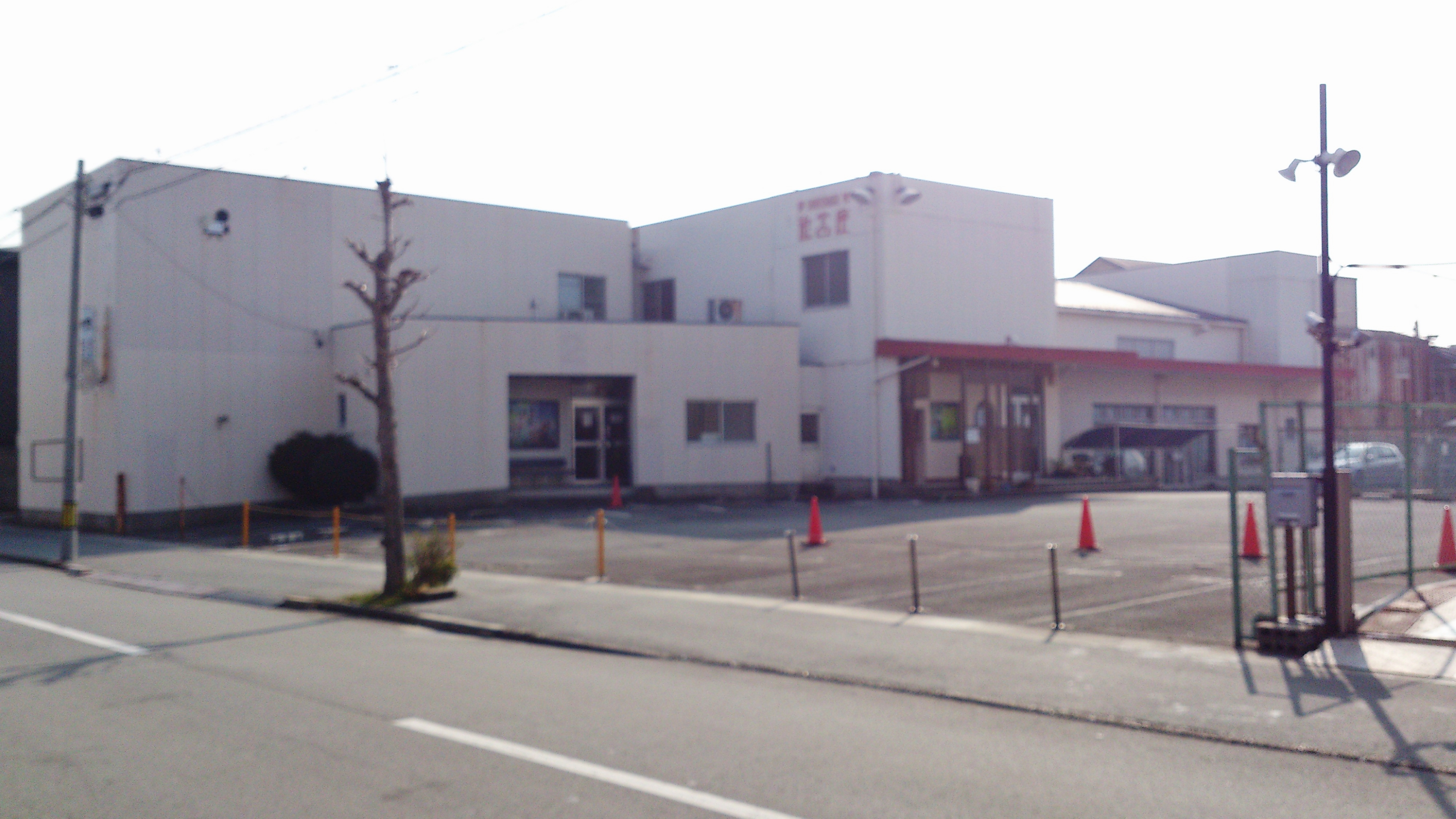
別館の塗装前（2013年）

家族経営の映画館で、2つのスクリーンを有する。目標入館者数を月1,500人としているが、達成できない月もあり、収益は「レック」を名乗っていた頃の4分の1程度と厳しく、近隣のシネマコンプレックス（イオンモール明和の109シネマズ明和など）と競合しながらも営業を続けている。
経営者が映画ファンに見てもらいたいと思う映画を選んで上映する。経営者は映画評論家のおすぎと親交があり、おすぎは毎年進富座を訪ねている。映画評論家や映画監督を招いたトークイベントを多く開いている。そのほか小学生の映写室見学受け入れや自閉症児の貸切上映などの実績もある。
同館の経営者は、映画館が残っているかどうかは町の「文化力」を表していると考えており、各種イベントを開催している。アニメ映画監督の高畑勲は宇治山田市（現・伊勢市）出身であり、支配人の水野昌光は三重映画フェスティバルの際に高畑と雑談したことがある。
2013年（平成25年）時点では金曜日が休館日だった。2018年（平成30年）9月には休館日が木曜日から月曜日に変更された。また、19時以後の上映は水曜・金曜・土曜の週3日のみとなった。

## 歴史

### 前史

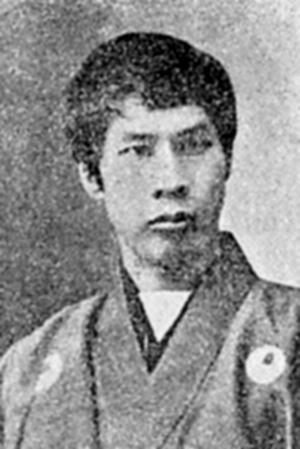
新福座時代の1892年（明治25年）に「雪中梅花間鶯」を上演した角藤定憲（1867年 - 1907年）。当時満25歳であった。

進富座の前身は、1879年（明治12年）に開場した「宮後町芝居」であり、こけら落としとして7月5日に関西大歌舞伎の俳優らが演舞を行った。1887年（明治20年）頃には、喜多博親らの出資によって古市町の長盛座に対抗できるような芝居小屋として新町（曽祢）に「新福座」が建設されるも、1891年（明治24年）10月1日に焼失している。翌1892年（明治25年）11月13日に再建、翌11月14日はこけら落とし無料開放、角藤定憲による壮士演劇「雪中梅花間鶯」を上演、連日満員を記録した。しかし1908年（明治41年）1月17日夜半に隣家の火災に巻き込まれて焼失、同年10月5日にこけら落としをして「新明座」に改称して再出発した。1921年（大正10年）頃、理由不明ながら「新富座」に改称している。
1927年（昭和2年）3月「新富座」の名で芝居小屋として開館した。開館した場所は、江戸時代から芝居小屋のある地であった。1945年（平成20年）7月29日の宇治山田空襲により焼失する。1946年（昭和21年）12月に「進富座」に名を改めて再開館、宇治山田市内では同年11月に開館した「平和座」と歌舞伎興行でしのぎを削った。1950年（昭和25年）4月17日には都市計画の都合で移転した。1951年（昭和26年）8月11日は宇治山田市の劇場における最後の歌舞伎興行が進富座で行われ、三代目市川左團次の襲名披露や『番町皿屋敷』、『素襖落』、『義経千本桜』、『与話情浮名横櫛』、『お国と山三』などが上演された。

### 映画館として
1953年（昭和28年）3月に映画館に転向し、「進富映画劇場」に改称した。長野県飯田市出身の堀保麿が、帝国座支配人の娘・水野きみと共同経営の形で開館した。以後は代々水野家が運営を行っている。伊勢市に改称した1955年（昭和30年）の時点では、旧宇治山田市内の映画館は進富映画劇場を含めて6館あったが、合併相手となった豊浜村・北浜村・四郷村・城田村には映画館が存在していなかった。
その後1956年に「伊勢東映劇場」と改めて東映系作品を主に上映していたが、1980年（昭和55年）12月20日に現在の建物に改築。更に1982年（昭和57年）には別館として伊勢ロマン劇場を新築。1983年（昭和58年）頃に伊勢東映を「伊勢レックI」、ロマン劇場を「伊勢レックII」に統一し、番組編成をフリー化した。ともに平屋建てであり、伊勢レックIは木造で200人収容、伊勢レックIIは鉄筋造で120人収容であった。この頃の伊勢市内には伊勢レックI・IIのほか、伊勢世界館（別館は第二世界館）とパール劇場（別館は伊勢シネマ）の3館の映画館が営業していた。
1990年代になるとパール劇場は既に姿を消し（1990年頃閉館）、伊勢市の映画館は伊勢レックと世界館の2館となった。伊勢レック1・2ともに鉄筋造となり、伊勢レック1は156人収容、伊勢レック2は80人収容に縮小した。1997年（平成9年）11月24日に都合により一時休館となった。再開までの期間、建物は有限会社世界館に貸し出されて「伊勢エクラン1・2」として運用され、経営者は愛媛県で非常勤の学芸員となった。
2002年（平成14年）7月、屋号を元の「進富座」に戻し、映画館を再開した。2006年（平成18年）には別館も開いた。2010年（平成22年）1月23日、地元でロケーション撮影された映画『半分の月がのぼる空』の試写会が行われた。同年3月27日からは先行上映が始まった。
2011年（平成23年）に発生した東日本大震災で岩手県の一関シネプラザが被災した際には、復興に協力した。2012年（平成23年）には日本放送協会の取材を受け、同年5月30日に同局の番組『クローズアップ現代』で「フィルム映画の灯を守りたい」の題で取り上げられた。2012年（平成24年）末から長期休館が続き、三重県内外のファンから先行きが注視されたが、2013年（平成25年）1月26日から「進富座第二幕」として再開した。2013年（平成25年）8月末、デジタル映画の上映設備を導入した。フィルム映画用の映写機は旧作上映のために2台残した。

## 周辺
映画館の周辺は商店街になっている。最寄駅は近鉄山田線宮町駅で、同駅から徒歩約5分、近鉄・JR伊勢市駅からは徒歩約15分である。三重県道37号鳥羽松阪線の北側、三重県道60号伊勢松阪線の東側にある。駐車場は30台。
- 豚捨本店
- 百五銀行新道支店
- 伊勢国際ホテル
- 清野井庭神社